# Calling All Girls
〈Calling All Girls〉는 영국의 록 밴드 퀸의 곡이다. 이 곡은 음반 《Hot Space》의 여덟 번째 곡으로 로저 테일러에 의해 쓰여졌고, 이 음반에서 네 번째 싱글 음반이었다. 1982년 여름 미국, 캐나다, 폴란드에서 싱글로 발매되었는데, 각각 60위, 33위, 6위로 정점을 찍었다.
〈Calling All Girls〉는 비록 미국, 호주, 캐나다 등 특정 국가에서만 발매되었지만, 영국에서는 발매되지 않았지만, 로저 테일러가 싱글로 발매한 첫 번째 곡이었다. 테일러는 쉬는 시간에 피드백 소음을 연주하며 기타로 곡을 작곡했다. 레코드 스크래칭의 용법도 눈에 띈다.
이 곡은 유럽에서는 공연된 적이 없지만 1982년 일본에서 라이브로 녹음된 곡이 《Queen on Fire - Live at the Bowl》 DVD에 나와 있다.